# Halna landskommun
Halna landskommun var en tidigare kommun i dåvarande Skaraborgs län.

## Administrativ historik
Kommunen inrättades i Halna socken i Vadsbo härad i Västergötland när 1862 års kommunalförordningar trädde i kraft.
Vid Kommunreformen 1952 uppgick kommunen i Undenäs landskommun som upplöstes 1971 då denna del uppgick i Töreboda kommun.